# Bernard Foglino
Bernard Foglino  est un écrivain d'origine italienne né à Bordeaux en 1958.

## Œuvres
- Le Théâtre des rêves, Paris, Éditions Buchet/Chastel, 2006, 271 p.  (ISBN 978-2-283-02222-1)[1]
- La Mécanique du monde, Paris, Éditions Buchet/Chastel, 2008, 249 p.  (ISBN 978-2-283-02315-0)[2]
- Bienvenue dans la vraie vie, Paris, Éditions Buchet/Chastel, 2011, 311 p.  (ISBN 978-2-283-02519-2)
- Celle qui dort, Paris, Éditions Buchet/Chastel, 2013, 208 p.  (ISBN 978-2-283-02659-5)
- Equinoxes, Paris, Editions Buchet/Chastel,2018, 226 p.  (ISBN 978-2-283-03133-9)[3]